# TechCrunch
 (novembre 2018).
TechCrunch est un site d'information américain spécialisé dans l'actualité des startups Internet. Fondé en 2005 par Michael Arrington, son premier article a été mis en ligne le 11 juin 2005. Le site et toutes ses activités annexes ont été rachetés en septembre 2010 par AOL, laquelle fait partie de Verizon Communications depuis mai 2015.

## Historique
TechCrunch a été fondé par Michael Arrington. Il lance le blog TechCrunch le 11 juin 2005, en publiant un billet au sujet de Technorati. 
Du 8 au 10 septembre 2008, TechCrunch organise l'évènement/concours TechCrunch50, remporté par Yammer. L'évènement est renouvelé en 2009 puis annulé en 2010 à la suite d'un conflit entre Michael Arrington et Jason Calacanis.
En septembre 2010, le blog TechCrunch et tous ses sites et activités annexes sont rachetés par AOL pour environ 25 millions de dollars. Le Monde indique que TechCrunch est un « influent site d'information sur les technologies », dont une part importante de ses revenus est basée sur la publicité mais également dans l'organisation de conférences « qui réunissent souvent parmi les plus grands noms du secteur de la high-tech et des médias ».
En mai 2011, le fondateur du site Michael Arrington fait pression sur des entrepreneurs pour qu'ils lui livrent la primeur de leurs informations, leur indiquant que dans le cas contraire TechCrunch ne couvrira par leurs actualités. Selon Le Monde, Michael Arrington avait déjà été à l'origine d'autres scandales, utilisant « la position particulière de TechCrunch, très lu par les investisseurs et les patrons de la Silicon Valley ».
En septembre 2011, Michael Arrington quitte TechCrunch sur pression d'AOL, qui voit une source de conflits d'intérêts dans la création du CrunchFund, un fonds d’investissements lancé par Michael Arrington pour soutenir des startups innovantes. AOL nomme donc le 12 septembre un nouveau rédacteur en chef pour TechCrunch. Le 16 septembre, le concours TechCrunch Disrupt est remporté par trois startups dans lesquelles Michael Arrington avait investi ou allait investir, alors que ce dernier faisait partie du jury. Michael Arrington se défend d'être en conflits d'intérêts, mais les startups récompensées sont critiquées par des journalistes,.

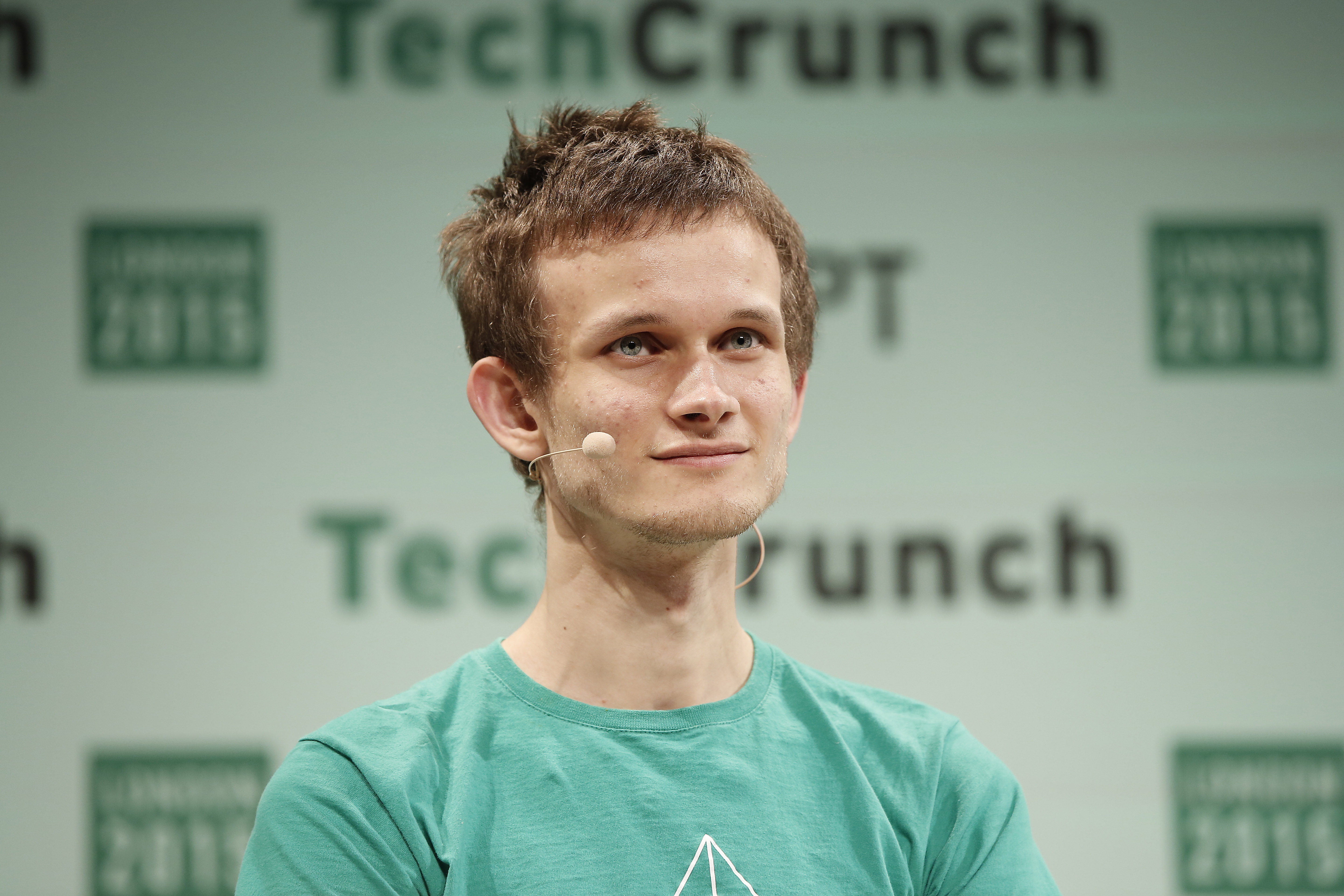
Conférence TechCrunch London 2015, Vitalik Buterin

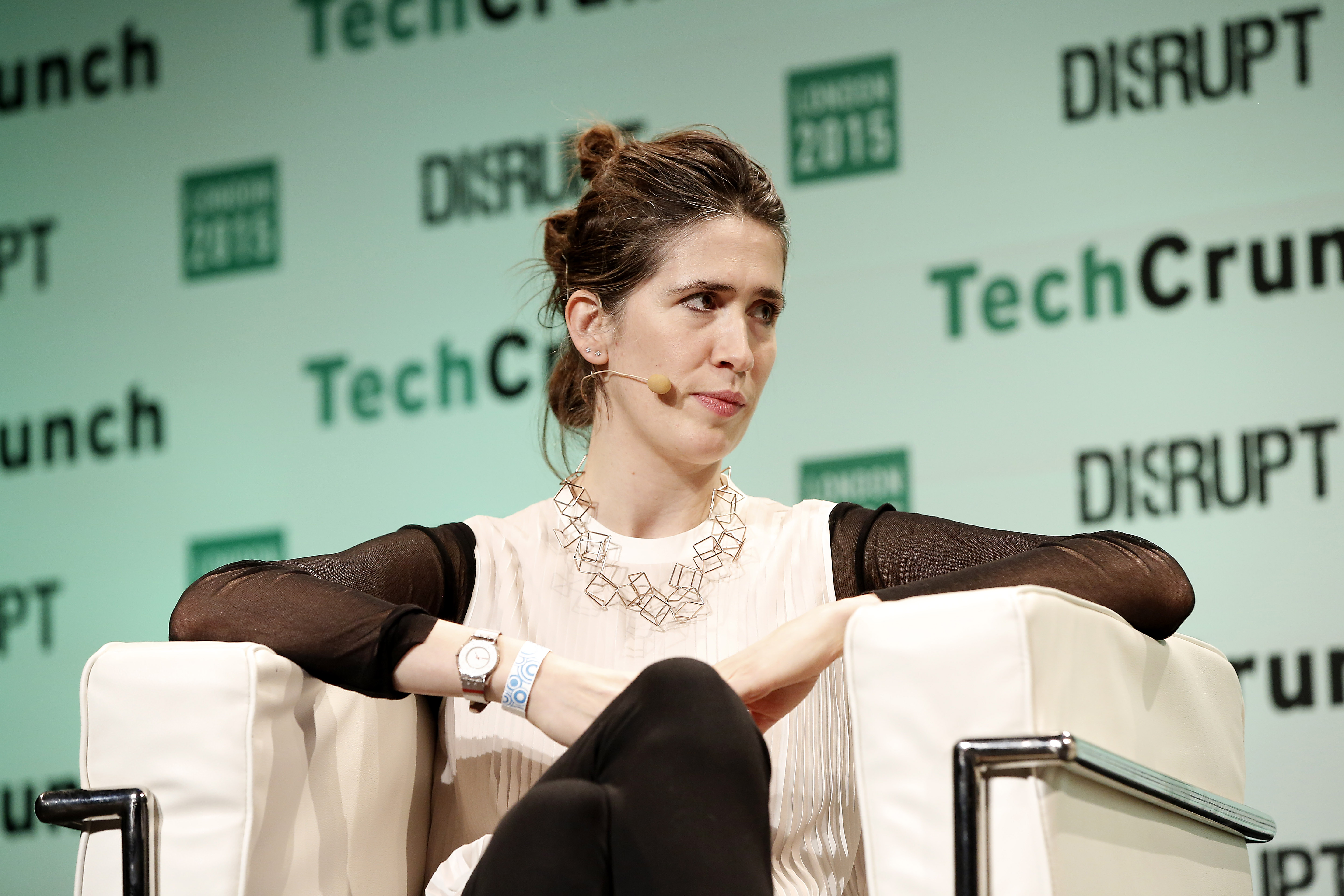
Conférence TechCrunch London 2015, Imogen Heap

En mai 2015, Verizon acquiert AOL pour 4,4 milliards de dollars, espérant des relais de croissance dans la publicité textuelle et vidéo sur les téléphones mobiles, un domaine dans lequel AOL a développé une expertise. Verizon acquiert également les propriétés d'AOL, notamment Huffington Post, TechCrunch et Engadget.
En 2016 a lieu la 9e édition des « Crunchies », une cérémonie créée en 2007 et récompensant « les meilleures startups et les plus innovantes technologies du web ». Douze catégories sont récompensées parmi lesquelles "Meilleure nouvelle startup", "Meilleure startup depuis sa création" et "Meilleure application mobile". Uber, Snapchat, Xiaomi, Slack et Docker sont nommés en 2016 pour « Meilleure startup depuis sa création ».
En juillet 2016, le site fait l'objet d'une intrusion : après avoir découvert le mot de passe d'un des contributeurs du site, les pirates du web OurMine font apparaître un message sur le site bien visible sur fond rouge. L'intrusion est très rapidement maîtrisée.
En novembre 2017, TechCrunch annonce mettre fin aux « Crunchies » après la 10e édition de la cérémonie. Ned Desmond, directeur de l'exploitation, et Matthew Panzarino, rédacteur en chef de TechCrunch, déclarent que la cérémonie a perdu de son utilité — socialiser la communauté des startups de San Francisco — les startups faisant désormais l'actualité mondiale. Selon Business Insider, les « Crunchies » étaient la version des Oscars du cinéma pour la Silicon Valley, et de nombreux gagnants de cette cérémonie sont devenus des leaders de l'industrie technologique. Par exemple, en 2007 lors de la première édition, Facebook remporte le prix de la « meilleure entreprise » et Tesla celui de la « meilleure start-up de technologie propre ». En 2008, Amazon Web Services gagne le prix de la « meilleure entreprise ». En 2013, Snapchat est récompensé du prix de la « meilleure application mobile ».
En mai 2021, Verizon, déficitaire sur sa branche médias, en annonce la vente au fonds d'investissement Apollo Global Management, ce qui inclut les marques AOL, Yahoo ou encore TechCrunch pour 5 milliards de dollars, soit près de la moitié du montant qu'il avait déboursé pour les acquérir, tout en gardant cependant une participation de 10 % dans cet ensemble,.